# Festival international canadien du documentaire Hot Docs
Le Festival international canadien du documentaire Hot Docs (Hot Docs Canadian International Documentary Festival) est un festival annuel qui se tient à Toronto en Ontario au Canada. C'est le plus grand festival du film documentaire en Amérique du Nord.
L'édition 2014 du festival a eu une participation record de quelque 192 000 participants. L'édition 2018 célèbre le 25e anniversaire du festival. En 2020, à cause de la pandémie de Covid-19, l'édition a lieu en virtuel.